# 仲ノ町駅
仲ノ町駅（なかのちょうえき）は、千葉県銚子市新生町二丁目にある、銚子電気鉄道銚子電気鉄道線の駅である。駅番号はCD02。

## 歴史

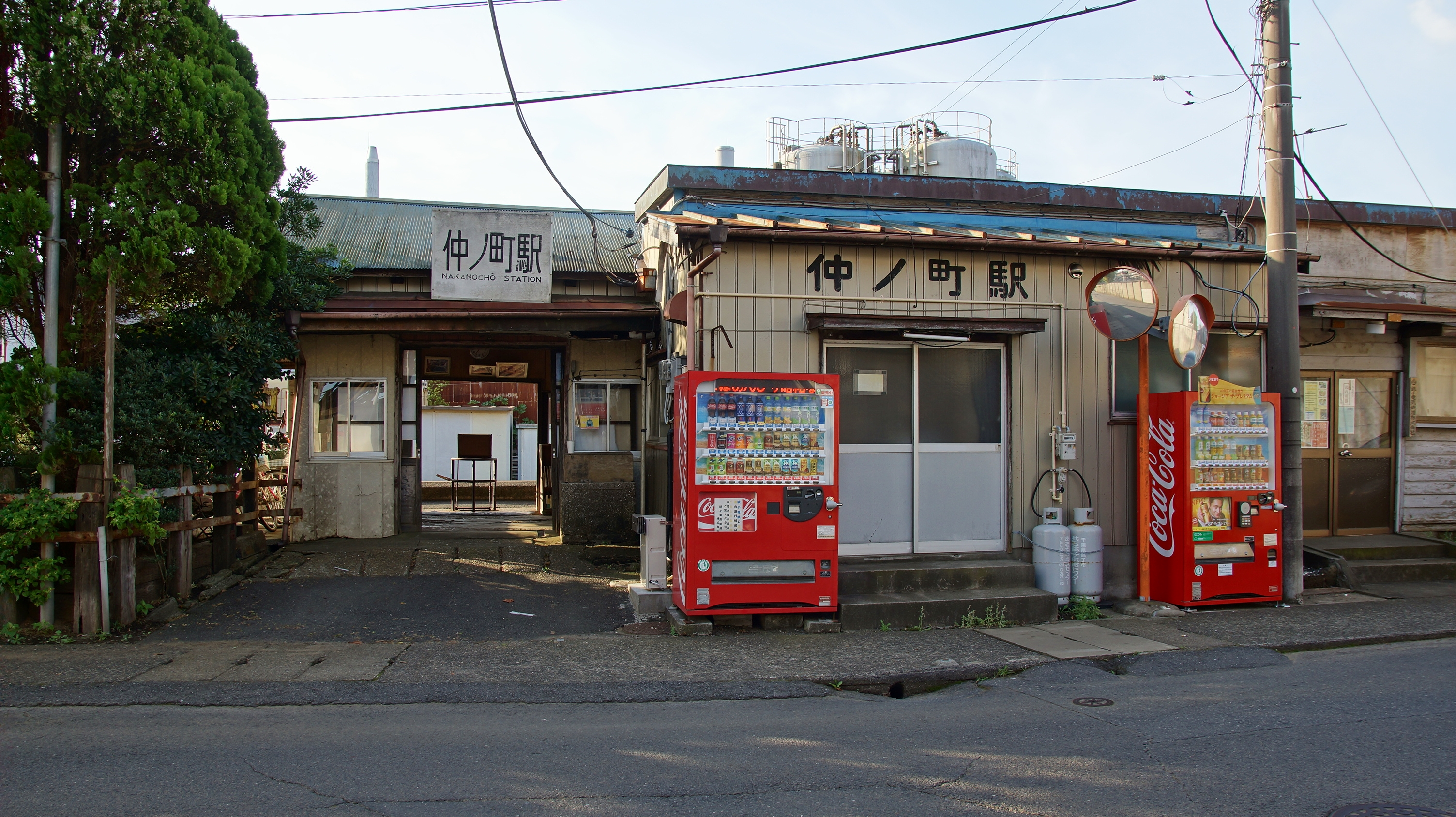
改装前の駅舎（2015年10月）

- 1913年（大正2年）12月28日：銚子遊覧鉄道の駅として開業。
- 1917年（大正6年）11月21日：銚子遊覧鉄道の廃線と共に廃止。
- 1923年（大正12年）7月5日：銚子遊覧鉄道時代の施設を利用し、銚子鉄道の駅として再び開業。
- 1982年（昭和57年）11月1日：宅急便の取り次ぎ開始。
- 1984年（昭和59年）2月1日：貨物取り扱い廃止。
- 2007年（平成19年）8月4日：「貧乏が去る」像設置。
- 2015年（平成27年）12月1日：株式会社カクタが命名権取得により、パールショップともえを冠した副駅名を使用開始[1]。
- 2016年（平成28年）12月：千葉県立銚子商業高等学校の生徒によるクラウドファンディング活動によって募った募金を元手に駅舎のリニューアル工事を実施。
- 2023年（令和5年）12月：焼き芋の販売を始める

## 駅構造

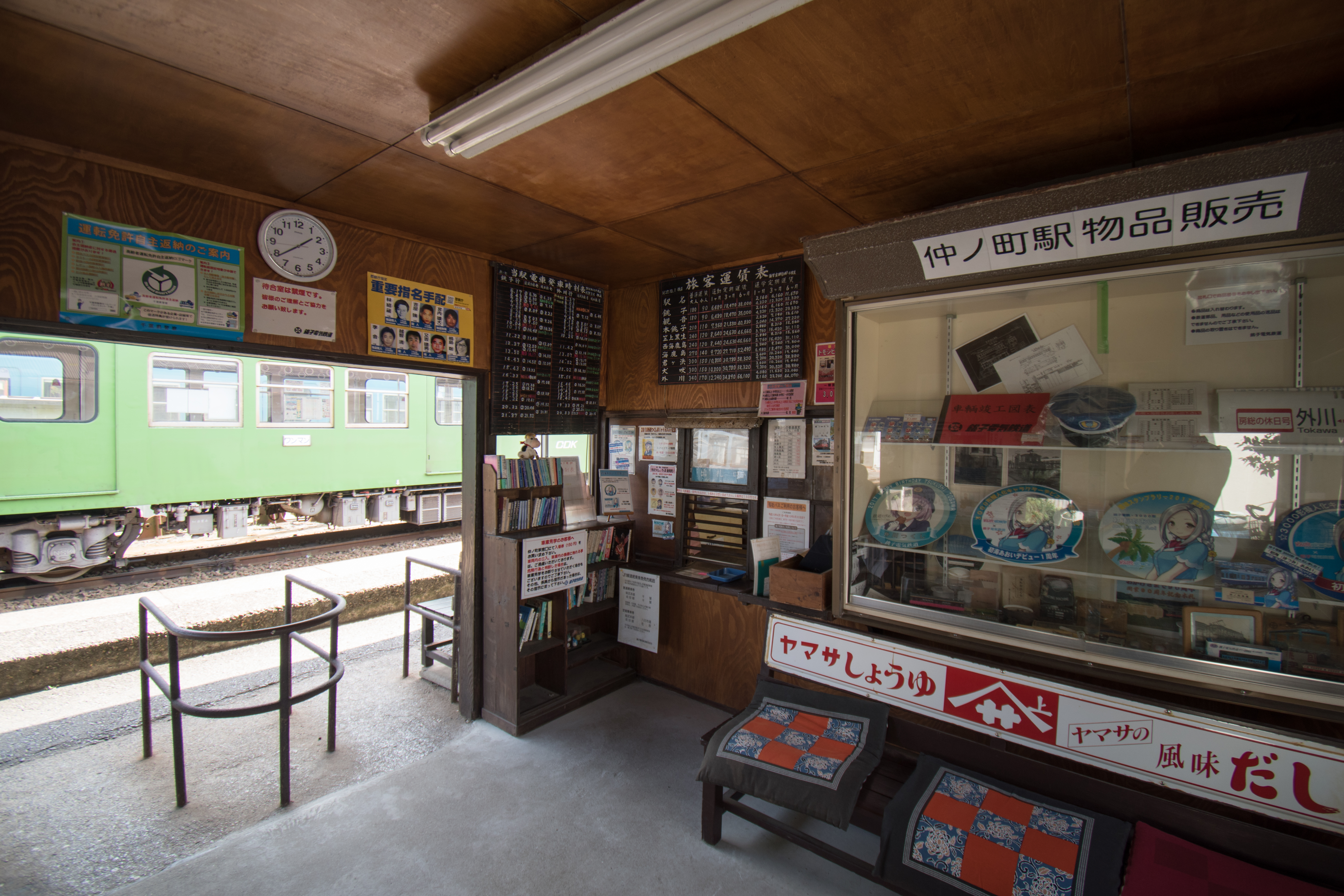
待合室（2018年5月）

単式ホーム1面1線を有する地上駅。木造駅舎を有する。終日駅員配置駅。トイレあり。

### 特徴
- ぬれ煎餅・各種記念切符・硬券入場券（図柄が数種類あり窓口で選べる）・乗車券・各種鉄道グッズなどが購入可能であるほか、ヤマト運輸の宅急便の発送取次ぎも行っている。清涼飲料の自動販売機が設置されている。
- 駅舎は銚子遊覧鉄道時代から建つ木造平屋建てで、銚子電気鉄道の本社も同居する。待合室は木製のベンチが並び、グッズなどの宣伝ポスターが多数貼られている。ぬれ煎餅の通販申し込みが殺到した2007年には、急遽発送場所とされ、室内が段ボールで埋め尽くされてしまったことがあった。ホームの観音駅寄りにハドソンのゲーム『桃太郎電鉄』シリーズの協賛企画「しあわせ三像」のうち「貧乏がサル（去る）」像がある[2]。
- 側線を有し、列車の行き違いが可能な配線ではあるが、当駅で行き違いを行う列車は設定されておらず、側線はもっぱら通勤・通学時間帯に運用される車両の昼間待機場所として使用されている。側線の南側に車庫が隣接している。銚子電鉄唯一の夜間滞泊設定駅でもある。
- 銚子電鉄線全線に電力を供給する変電所は現在笠上黒生駅構内にあるが、かつては当駅構内にあった。この跡地には名物「銚電のぬれ煎餅」の製造工場が建てられたが、ぬれ煎餅の製造工場は2014年6月28日に開業した直売店兼工場である「ぬれ煎餅駅」（銚子市小浜町）に移転している。
- かつて構内よりヤマサ醤油第一工場への専用線が延びていた。

### 仲ノ町車庫

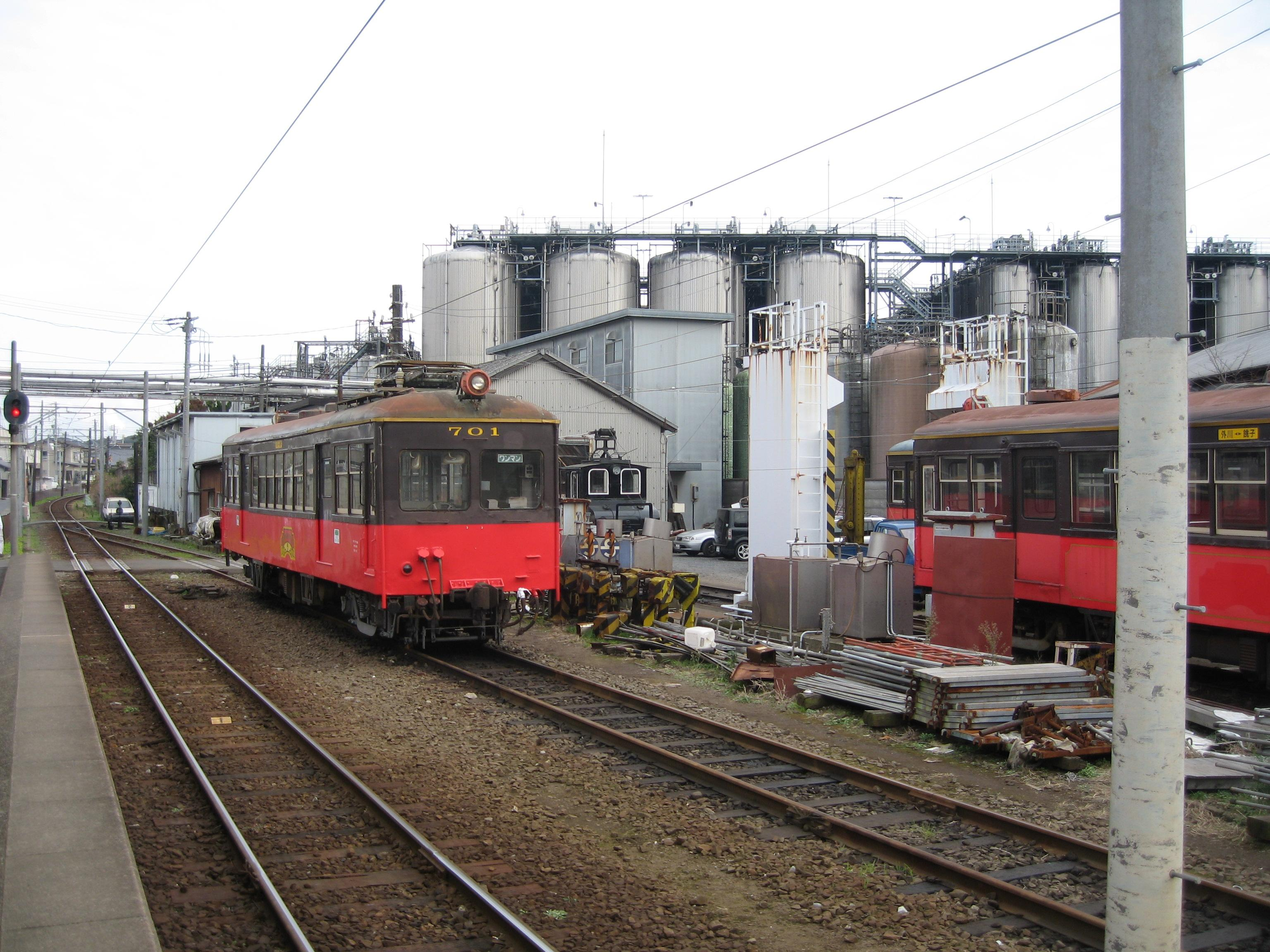
仲ノ町車庫（2007年1月、左の電車が停車している線路は側線）

駅に隣接する車庫にはデキ3形電気機関車のほか、所属する車両が留置している。見学は車庫内の業務や列車運行の妨げとならない範囲で一年中可能である。入場するには切符を所持する者も含めて仲ノ町駅で入場券（大人150円）を購入し、駅員に許可を得る必要がある。夜間は入場不可となる。また、事故防止のため本線および側線には立ち入りできない。

## 利用状況
1日平均乗車人員 23人（2019年度）
近年の一日平均乗車人員推移は下表の通り。
| 年度   | 一日平均 乗車人員 |
| ------ | ----------------- |
| 2007年 | 51                |
| 2008年 | 57                |
| 2009年 | 45                |
| 2010年 | 44                |
| 2011年 | 35                |
| 2012年 | 47                |
| 2013年 | 44                |
| 2014年 | 26                |
| 2015年 | 33                |
| 2016年 | 40                |
| 2017年 | 30                |
| 2018年 | 28                |
| 2019年 | 23                |

## 駅周辺
半径1キロメートル以内に隣駅の銚子駅、観音駅が位置している。駅および車庫は、ヤマサ醤油の工場に取り囲まれるように位置しているので、工場の操業時間は醤油独特の香りが漂う。
- 千葉県道244号外川港線
- 銚子市立双葉小学校
- 銚子幼稚園（妙福寺学園）
- ヤマサのレンガ蔵
  - 駅より徒歩約3分。広大な本社・工場の北西に位置する。1915年（大正4年）から1923年（大正12年）にかけて仕込蔵の増設時に造られたもので、歴史的に貴重な建物として大切にされている。
- ヤマサ醤油本社・銚子工場（しょうゆ味わい体験館）
  - 駅より徒歩約5分。駅の南側に隣接する第一工場は、事前に見学を申し込めば無料で工場見学が可能である。見学者全員に1本ずつの卓上醤油のお土産が付くこともあって、銚子を訪れる観光客の人気を集めている。ただし土日祝日などの工場休業日は映画上映のみで、年末年始は映画上映も休みとなる。また、場内には1964年（昭和39年）までヤマサ醤油の専用線で使われた日本に現存する最古のディーゼル機関車「山ざくら号」（ヤマサ一号内燃機関車。オットー式・大正15年ドイツ製）が、貴重な産業遺産としてガラス張りの建屋内において静態保存されている。
- 中央みどり公園

駅より北へ徒歩約5分。国鉄の旧新生駅跡を利用した公園。
- 妙福寺
  - 駅より西へ徒歩約5分。日蓮宗の名刹。境内にある藤、「臥龍の藤」の樹齢は750年と言われていて、5月上旬の花が咲く頃には藤祭りや、紀州出身者の供養祭が開かれ、多くの参拝者で賑わう。また、境内の向かいには勝海舟の題額による濱口梧陵紀徳碑が建つ。
- 旧銚子市公正市民館
  - 駅より北へ徒歩約7分。ヤマサ醤油十代目当主、濱口儀兵衛が私財を投じて建立したもので、戦災（銚子空襲）を免れた貴重な建物として、戦後寄付を受けた市によって大切に保存されている。銚子市公正図書館が隣接する。
- パールショップともえ新生店
  - 駅より北東へ徒歩約10分。命名権（ネーミングライツ）により副駅名となったパチンコ店の最寄り店舗。
- 千葉銀行銚子支店
- 千葉興業銀行銚子支店
- 常陽銀行銚子支店
- 千葉県立銚子高等学校

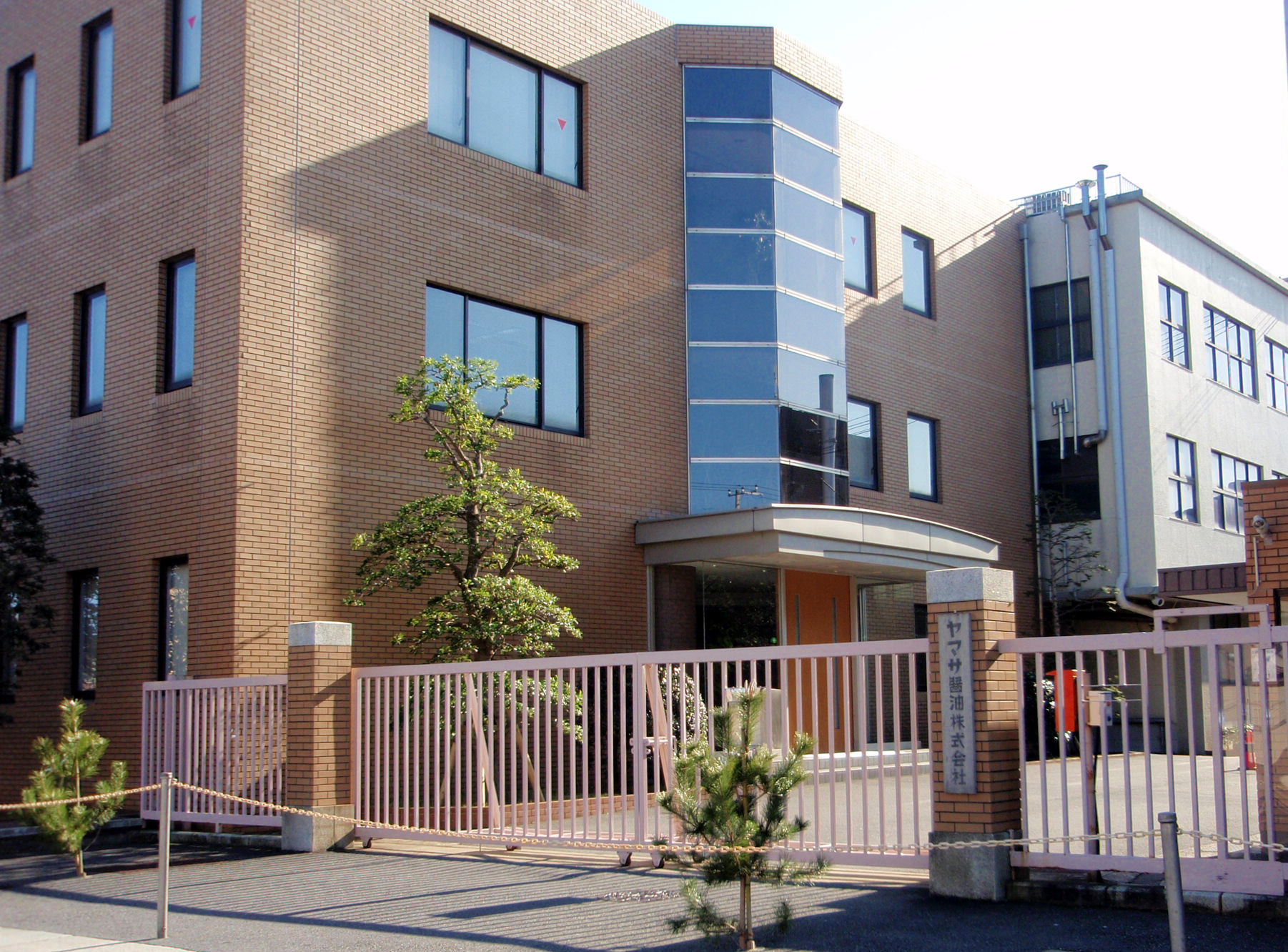
ヤマサ醤油本社
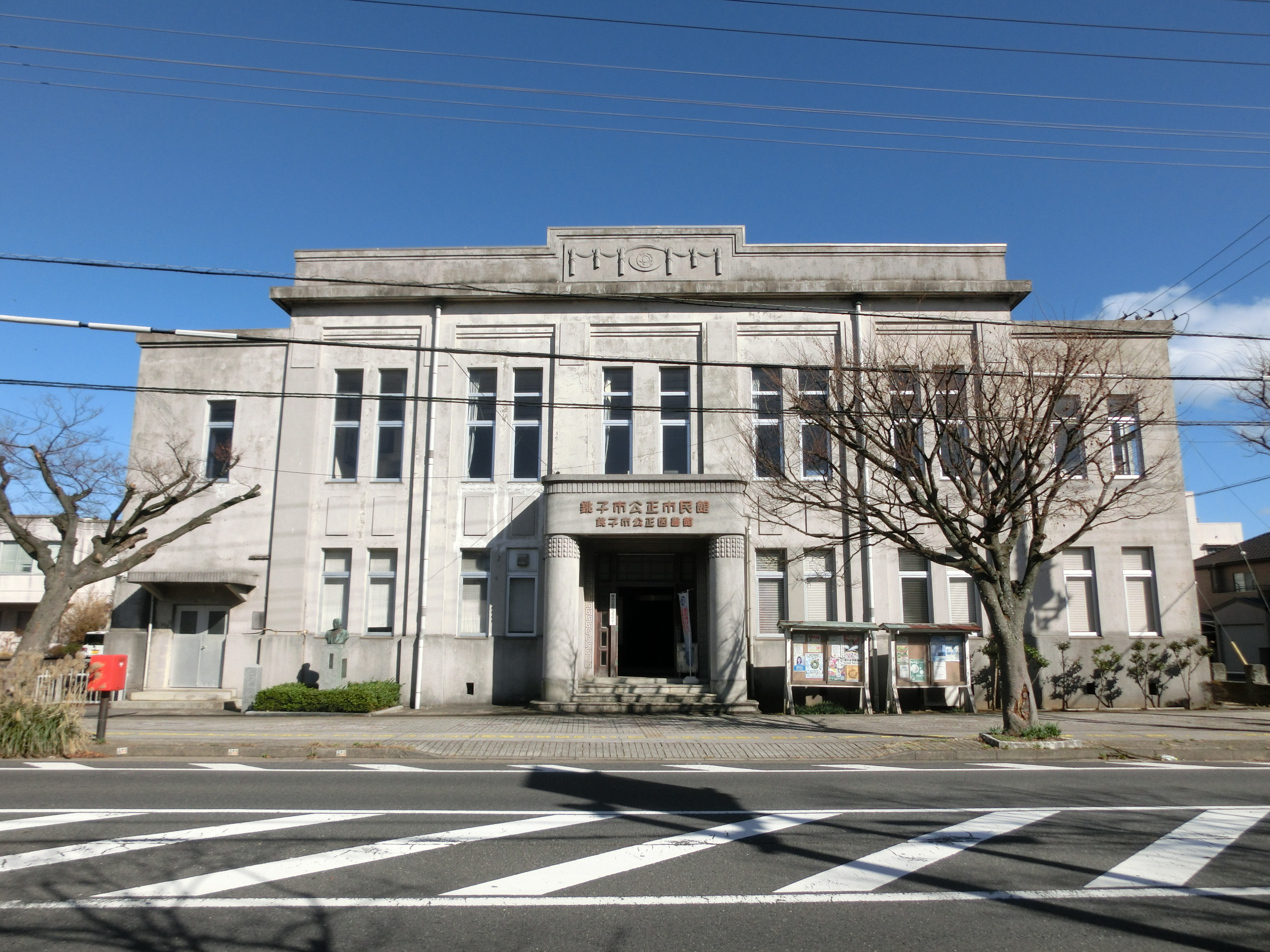
銚子市公正市民館

## 隣の駅
銚子電気鉄道
■銚子電気鉄道線
銚子駅（CD01） - 仲ノ町駅（CD02） - 観音駅（CD03）